# Nico Yennaris
Nicholas (Nico) Yennaris (Leytonstone, 24 mei 1993), in China bekend als Li Ke, is een in Engeland geboren Chinese voetballer die doorgaans als middenvelder speelt.
Yennaris, zoon van een Chinese moeder en Cypriotische vader, verwierf in 2019 het Chinese staatsburgerschap.
Op 25 oktober 2011 debuteerde hij voor Arsenal in de English Football League tegen Bolton Wanderers als rechtsback. In 2014 verruilde hij Arsenal voor Brentford. In 2019 maakte hij de overstap naar het Chinese Beijing Guoan FC.